# تپه کانی قاسم
تپه کانی قاسم مربوط به دوره ساسانیان - دوران‌های تاریخی پس از اسلام است و در شهرستان بیجار، بخش چنگ الماس، روستای چشمه منتش واقع شده و این اثر در تاریخ ۱۰ دی ۱۳۸۱ با شمارهٔ ثبت ۶۹۲۶ به‌عنوان یکی از آثار ملی ایران به ثبت رسیده است.